# Brothers of the Road
| 전문가 평가   | 전문가 평가 |
| 평가 점수     | 평가 점수   |
| 출처          | 점수        |
| ------------- | ----------- |
| Allmusic      | [ 1 ]       |
| Rolling Stone | [ 2 ]       |

《Brothers of the Road》는 미국의 서던 록 밴드 올맨 브라더스 밴드의 여덟 번째 스튜디오 음반이자 전체적으로 열 번째 음반이다. 1981년 8월에 발매된 이 음반은 드러머 자이 조하니 조한슨이 없는 밴드의 유일한 음반이며, 베이시스트 데이비드 골드플라이즈와 기타리스트 댄 톨러가 참여한 마지막 음반이며, 드러머 데이비드 톨러가 참여한 유일한 음반이다. 〈Straight from the Heart〉는 이 그룹의 세 번째이자 마지막 톱 40 히트곡이었다. 이 음반은 또한 기악곡이 수록되지 않은 최초의 올맨 브라더스 밴드 음반이기도 하다.

## 배경
1980년 밴드의 지원 키보디스트 마이크 롤러가 정식 멤버로 승격했지만, 자이 조하니 조한슨이 같은 해 11월에 탈퇴하면서 조한슨이 없이 녹음된 유일한 스튜디오 음반이 되었다. 〈I Beg of You〉는 엘비스 프레슬리의 1958년 싱글 B-사이드의 커버곡이다.
이 작업에 백 보컬로 참여한 그렉 귀드리는 이후 존 라이언이 프로듀싱한 음반 《Over the Line》으로 솔로 데뷔를 했다.

## 곡 목록
| #  | 제목                                  | 작사·작곡                    | 재생 시간 |
| -- | ------------------------------------- | ---------------------------- | --------- |
| 1. | 〈Brothers of the Road〉              | 디키 베츠, 짐 고프           | 3:50      |
| 2. | 〈Leavin'〉                           | 그렉 올맨                    | 3:46      |
| 3. | 〈Straight from the Heart〉           | 베츠, 조니 코브              | 3:48      |
| 4. | 〈The Heat Is On〉                    | 베츠, 마이크 롤러, 버디 요킴 | 4:13      |
| 5. | 〈Maybe We Can Go Back to Yesterday〉 | 베츠, 댄 톨러                | 4:42      |

| #  | 제목                                   | 작사·작곡                     | 재생 시간 |
| -- | -------------------------------------- | ----------------------------- | --------- |
| 1. | 〈The Judgment〉                       | 베츠                          | 3:39      |
| 2. | 〈Two Rights〉                         | 베츠, 코브, 롤러              | 3:30      |
| 3. | 〈Never Knew How Much (I Needed You)〉 | 올맨                          | 4:45      |
| 4. | 〈Things You Used to Do〉              | 올맨, 키스 잉글랜드           | 3:42      |
| 5. | 〈I Beg of You〉                       | 로즈 마리 매코이, 켈리 오웬스 | 3:22      |